# Burnham-on-Sea
Burnham-on-Sea este un oraș în comitatul Somerset, regiunea South West, Anglia. Orașul aparține districtului Sedgemoor.